# Askan von Hardenberg
Askan (Ascan) Walther von Hardenberg, ab 1902 Freiherr von Hardenberg, (* 3. Juni 1861 in Schlöben; † 1916) war Kammerherr, Land- und später Staatsrat im Herzogtum Sachsen-Altenburg.
Er war der Sohn von Hans von Hardenberg aus der Oberwiederstedter Linie des Adelsgeschlechts von Hardenberg. Nachdem sein Vater 1882 nur den Freiherrentitel für seine Person und Ehefrau, nicht aber für die Kinder erhalten hatte, erreichte Askan und seine Brüder Anton und Hans am 15. Dezember 1902 die preußische Verleihung des Rechts zur Führung des Freiherrentitels.
Askan heiratete am 16. Oktober 1886 auf Schloss Tann Anna Freiin von und zu der Tann-Rathmanshausen (* 1862). Ihre Kinder Erasmus (* 1887), Dietrich (* 1888) und Gerta (* 1892) wurden in Erfurt geboren.